# Villabé
Villabé – miejscowość i gmina we Francji, w regionie Île-de-France, w departamencie Essonne.
Według danych na rok 1990 gminę zamieszkiwało 2995 osób, a gęstość zaludnienia wynosiła 657 osób/km² (wśród 1287 gmin regionu Île-de-France Villabé plasuje się na 407. miejscu pod względem liczby ludności, natomiast pod względem powierzchni na miejscu 711.).